# Tanasa
En enzimología, una tanasa (EC 3.1.1.20) es una enzima que cataliza la reacción química
Así, los dos sustratos de esta enzima son digalato y H
2O, mientras que su producto es galato.
Esta enzima pertenece a la familia de las hidrolasas, específicamente a aquellas que actúan sobre ésteres carboxílicos. El nombre sistemático de esta clase de enzimas es tanino acilhidrolasa. Otros nombres en uso común incluyen tanasa S y tanino acetilhidrolasa.
Además de catalizar la hidrólisis del enlace central éster  entre los dos anillos aromáticos de digalato (actividad depsidasa), la tanasa también puede presentar una actividad  esterasa (hidrólisis de grupos funcionales éster terminales que están conectados a uno solo de los dos anillos aromáticos).
La tanasa es una enzima clave en la degradación de los galotaninos, un tipo de taninos hidrolizables. Está presente en un grupo diverso de microorganismos, incluyendo bacterias del rumen.